# Четвёртое транспортное кольцо

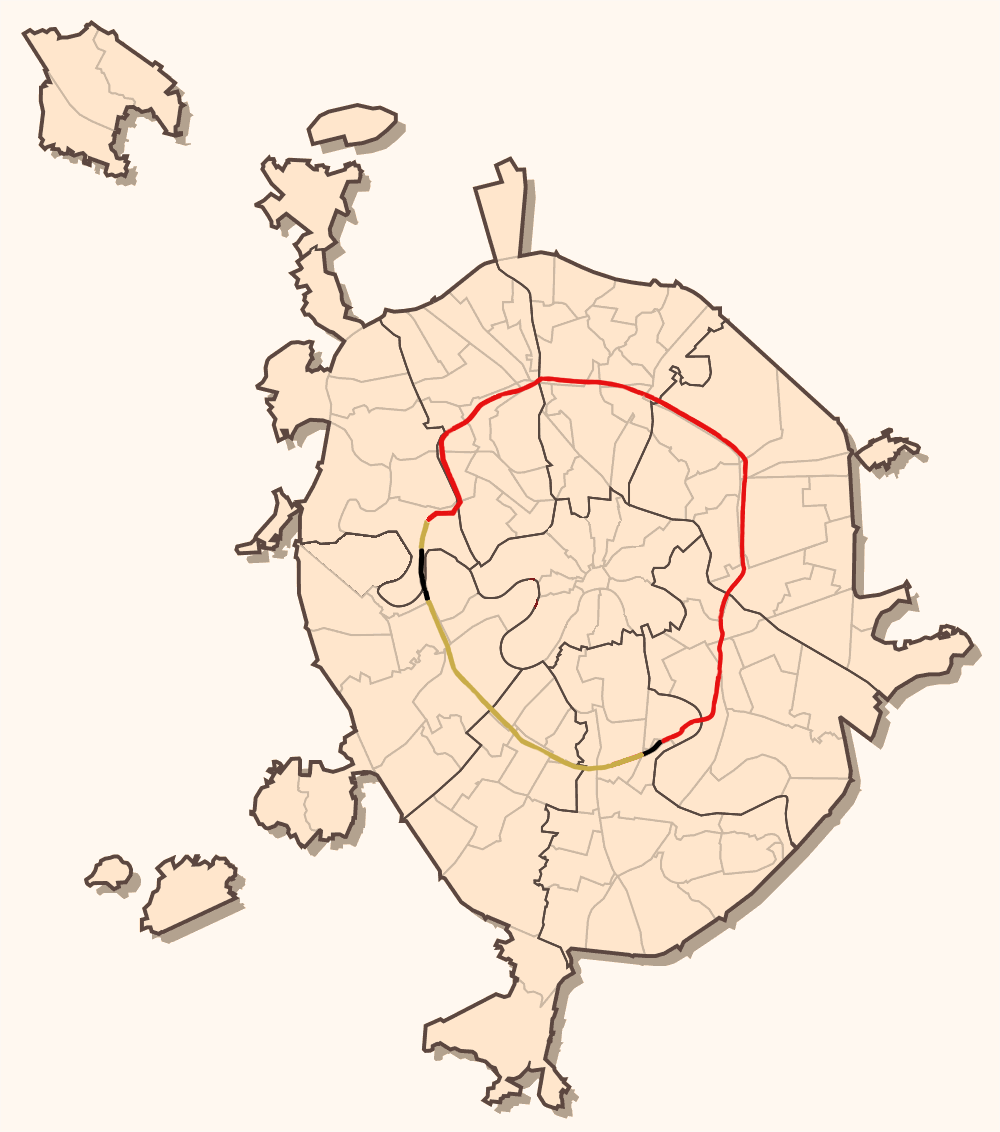
Траектория Четвёртого транспортного кольца. Жёлтым цветом выделен участок, проходивший по существующим дорогам, красным — проектировавшийся участок, чёрным — тоннели

Четвёртое транспортное кольцо, ранее Кольцо «Г» — отменённый проект бессветофорной кольцевой автомобильной дороги в Москве.

## Траектория
По проекту на северо-западе, севере, северо-востоке и востоке Москвы от Волоколамского шоссе до Рязанского проспекта Четвёртое транспортное кольцо следовало параллельно линии Малого кольца Московской железной дороги. Далее (при движении по часовой стрелке) трасса направлялась на юг, проходила мимо станции метро и железнодорожной платформы «Текстильщики» к станции «Печатники». На юго-востоке ЧТК следовало вдоль улицы Гурьянова до моста через Москву-реку из Печатников в Нагатино. Далее на юге города кольцо следовало вдоль Коломенской улицы до усадьбы Коломенское и спускалось в 4-километровый тоннель под музеем-заповедником, выходивший на поверхность на Коломенском проезде. На юго-западе ЧТК шло по ранее реконструированному 16-километровому участку, в который входили Нахимовский проспект, Ломоносовский проспект и Минская улица до Филёвского парка. На западе перед парком дорога вновь спускалась в тоннель, выходящий на поверхность на улице Нижние Мнёвники, следовала по улице Народного Ополчения, улице Берзарина и улице Панфилова и выходила к Волоколамскому шоссе.
8-полосное кольцо протяжённостью 74 километра должно было связать периферийные районы города, обеспечив пропускную способность в 7,5 тысячи машин в час благодаря бессветофорному движению и переходно-скоростным полосам. Значительная часть ЧТК проходила по искусственным сооружениям — эстакадам и тоннелям. Планировалось, что тоннели будут прокладываться закрытым способом с использованием технологий, применённых при строительстве Третьего транспортного кольца. Также планировалось возвести более 50 развязок, включая 2-уровневые на пересечении с Мичуринским проспектом и Симферопольским бульваром.

## История

### Проектирование
Впервые проект Четвёртого транспортного кольца был предложен в 2002 году. ЧТК рассматривалось как решение проблемы автомобильных пробок, с которой не справлялось Третье транспортное кольцо и получило личное одобрение мэра Москвы Юрия Лужкова. Начало строительства было запланировано на 2004 год, однако перенесено из-за недостаточного финансирования. Проект ЧТК был утверждён Лужковым в 2005 году, строительство на первом участке от Щёлковского до Измайловского шоссе началось в 2007 году, сдать его планировалось в 2009.

### Строительство
Из-за финансово-экономического кризиса бюджетное финансирование проекта было сокращено, сроки сдачи объектов — сдвинуты. В декабре 2009 года были открыты для движения вспомогательные дороги участка ЧТК от Щёлковского шоссе до Измайловского шоссе: Электродный проезд, 2-я улица Измайловского Зверинца, Гаражная улица, улица Уткина от Гаражной до 5-й улицы Соколиной Горы, Окружной проезд от 5-й улицы Соколиной Горы до 8-й улицы Соколиной Горы и эстакада над МК МЖД и будущей трассой ЧТК в районе 8-й улицы Соколиной Горы. Также в промежутке 2007—2009 годов существенно выросла стоимость строительства. В 2007 году предполагаемая стоимость ЧТК составляла 250 млрд рублей (3,37 млрд за 1 километр), к 2009 году прогнозируемые затраты выросли до 660 млрд рублей (около 9 млрд за 1 километр).
После плановой проверки формирования цены строительства, проведённой Контрольно-счётной палатой правительства Москвы в 2009 году, стоимость ЧТК стало предметом обсуждений в СМИ. Расходы на возведение кольца сравнивали со стоимостью дорожного строительства в других странах и даже с Большим адронным коллайдером, километр которого стоил меньше километра ЧТК. Существенная часть расходов на строительство ЧТК складывалась из выплат владельцам объектов, расположенных на предназначенных для строительства территориях. По подсчётам аналитического центра «Индикаторы рынка недвижимости», при принятой в 2007 году кадастровой стоимости 1 м² в 135 тысяч рублей и общей площади дорожного полотна в 3,1 миллиона м² (расчёты проводились для 6-полосной магистрали шириной 40—45 метров) только участок под строительство мог стоить около 419,6 млрд рублей. С учётом переноса коммуникаций, возведения конструкций, дорожно-мостовых работ и благоустройства вероятная стоимость строительства могла превысить официально озвученные цифры.

### Отмена
Невнимательность московских властей к резервированию земель для дорожного строительства и необходимость возведения сложных инженерных конструкций привели к тому, что проект Четвёртого транспортного кольца стал одним из самых дорогостоящих в истории Москвы. К 2011 году его плановая стоимость превысила 1 триллион рублей (от 12 до 20 млрд рублей за 1 километр), и вступивший в должность мэра Москвы Сергей Собянин принял решение о закрытии проекта как экономически нецелесообразного и вредного для города. Вместо ЧТК было решено построить 3 хордовые магистрали, вместе образующие незамкнутое кольцо — Северо-Западную хорду, Северо-Восточную хорду и Южную рокаду. В дальнейшем, в планы была включена и Юго-Восточная хорда — таким образом, кольцо вновь замкнулось; но есть принципиальное различие: хорды имеют выход на МКАД, что значительно разгрузит как МКАД, так и общую дорожную загруженность города.